# Lista de prefeitos da cidade de São Paulo
Esta lista de prefeitos do município de São Paulo compreende todas as pessoas que tomaram posse definitiva da chefia do executivo municipal em São Paulo e exerceram o cargo como prefeitos titulares, além de prefeitos eleitos cuja posse foi em algum momento prevista pela legislação vigente. Prefeitos em exercício que substituíram temporariamente o titular estão incluídos apenas em notas.
Com exceção de um breve período no Brasil Império, o cargo surgiu com uma eleição indireta realizada pelos integrantes da Câmara Municipal em 1899: foi escolhido como prefeito o conselheiro Antônio Prado, o vereador mais votado nas eleições anteriores. O processo de escolha indireta com votação anual continuou até 1907, quando foram realizadas as primeiras eleições diretas para a prefeitura de São Paulo.
Durante a Era Vargas, houve o predomínio de prefeitos nomeados pelo governo estadual. Mesmo com o fim do Estado Novo em 1945, São Paulo foi denominada área estratégica para a defesa militar nacional, o que prorrogou as nomeações até 1953, quando houve as primeiras eleições paulistanas por sufrágio universal.
Entre 1969 e 1986, com a aprovação do Ato Institucional n.º 3, exerceram o cargo principalmente prefeitos indicados pelos governadores estaduais para aprovação na Assembleia Legislativa: eram popularmente denominados "biônicos". Com a redemocratização, tornaram a ser escolhidos em eleições diretas os prefeitos da capital paulista.
Ricardo Nunes tornou-se prefeito de São Paulo em 16 de maio de 2021, quando assumiu o cargo após a morte de seu antecessor e companheiro de chapa Bruno Covas.

## Antecedentes

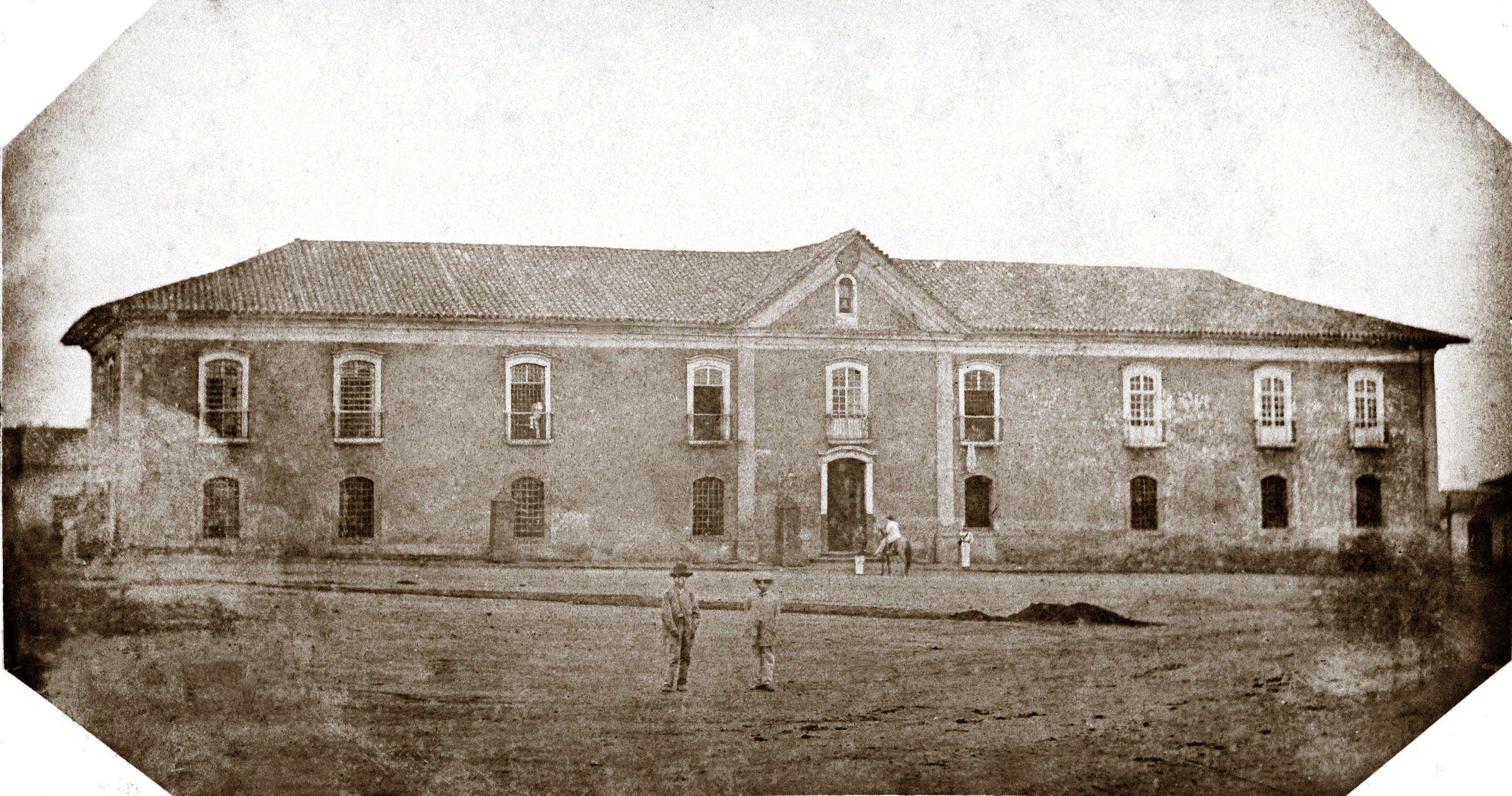
Largo de São Gonçalo Garcia, sede do executivo municipal de 1787 a 1897 (depois Praça João Mendes).

A primeira administração de São Paulo surgiu já no século XVI, cinco anos após a sua fundação. A chefia do executivo municipal, equivalente ao cargo de prefeito, cabia aos procuradores do Conselho da Câmara (o que viria a ser a Câmara Municipal de São Paulo). O primeiro procurador foi João Eanes, eleito em 1561. Seguiram-lhe no cargo, assumindo respectivamente em 1562 e 1563, Luís Martins e Salvador Pires. A então vila continuou com esta forma de administração até 1711 (sendo o último dos 151 procuradores Manuel do Rego Cabral), quando foi elevada à categoria de cidade por ordem de Dom João V.
De 1712 a 1828, administraram o município 109 procuradores, começando com Antônio Rodrigues dos Ouros e terminando com Antônio Justiniano de Sousa. Com a Lei de Regimento dos Municípios, as funções executivas da Câmara e do município foram exercidas, a rigor, mais pelo presidente do que propriamente pelos procuradores do conselho. Existiram seis presidentes até o ano de 1835, quando surgiu, pela primeira vez, o cargo de prefeito de São Paulo.
Os cargos de prefeito e sub-prefeito foram extintos em 1838, com retorno do sistema que permitia à Câmara o controle direto do poder executivo. Dessa data até 1890, o cargo de chefe do executivo municipal de São Paulo foi exercido por 60 cidadãos. O último do período referido foi o major Domingos Sertório. De 1890 a 1899, a cidade foi administrada por uma intendência, constituída de três membros. Denominava-se Conselho de Intendência Municipal, conforme o decreto de 15 de janeiro de 1890.

## Prefeitos do período imperial (1835–1838)
Cinco prefeitos governaram São Paulo durante o período regencial, sendo dois interinos. A figura do prefeito foi criada por Rafael Tobias de Aguiar, então presidente da província (cargo equivalente ao de governador), ao decretar a lei provincial nº18 de 11 de abril de 1835. A lei deixava a chefia do executivo municipal e o comando da guarda policial a um prefeito nomeado, exigindo-se o uso de farda de secretário do governo provincial. Ficavam sob as ordens do prefeito ainda os subprefeitos, um por freguesia, os fiscais municipais e os inspetores de quarteirão. A resistência dos vereadores à mudança na legislação garantiu a extinção do novo cargo em 1838, vindo a aparecer novamente 60 anos depois.
| Retrato | Prefeito (tempo de vida)                      | Período do governo (duração do governo)                               |
| ------- | --------------------------------------------- | --------------------------------------------------------------------- |
|         | Luís Antônio de Sousa Barros (1809–1887)      | 5 de maio de 1835 até 21 de novembro de 1835 (200 dias)               |
|         | Joaquim José de Morais e Abreu (c. 1787–1850) | 13 de fevereiro de 1836 até 21 de fevereiro de 1836 (8 dias)          |
|         | Pedro Gomes de Camargo                        | 22 de fevereiro de 1836 até 28 de fevereiro de 1838 (2 anos e 6 dias) |

## Prefeitos do período republicano (desde 1899)

### Primeira República (1899–1930)
A lei n.º 374, de 29 de novembro de 1898, reorganizou o poder municipal, criando novamente o cargo de prefeito e introduzindo o vice-prefeito. Ambos eram primeiramente vereadores escolhidos pela Câmara Municipal em eleição anual e depois passaram a ser escolhidos pelo povo, sistema que perdurou até 1930 com uma interrupção entre 1911 e 1917.
Partidos
      Sem partido
      Republicano Paulista
| Retrato | Prefeito (tempo de vida)                  | Período do governo (duração do governo)                             | Partido                                                                                             | Partido | Vice-prefeito(s)                                       | Eleição                             |
| ------- | ----------------------------------------- | ------------------------------------------------------------------- | --------------------------------------------------------------------------------------------------- | ------- | ------------------------------------------------------ | ----------------------------------- |
|         | Antônio Prado (1840–1929)                 | 7 de janeiro de 1899 até 16 de janeiro de 1911 (12 anos e 8 dias)   | | Nenhum  | Pedro Vicente de AzevedoAsdrúbal Augusto do Nascimento | 1899–1907 (indiretas) 1907 (direta) |
|         | Raimundo Duprat (1863–1926)               | 16 de janeiro de 1911 até 15 de janeiro de 1914 (2 anos e 364 dias) | | PRP     | João Maurício de Sampaio Viana                         | 1911–1913 (indiretas)               |
|         | Washington Luís (1869–1957)               | 15 de janeiro de 1914 até 16 de agosto de 1919 (5 anos e 213 dias)  | João Maurício de Sampaio VianaÁlvaro Gomes da Rocha Azevedo                                         | PRP     | 1914 (indireta)1917 (direta)                           |                                     |
|         | Álvaro Gomes da Rocha Azevedo (1864–1942) | 16 de agosto de 1919 até 16 de janeiro de 1920 (154 dias)           | Cargo vago                                                                                          | PRP     | Linha sucessória (vice-prefeito)                       |                                     |
|         | Firmiano Pinto (1861–1938)                | 16 de janeiro de 1920 até 15 de janeiro de 1926 (6 anos)            | Álvaro G. da Rocha AzevedoHenrique de Sousa QueirósLuís Augusto Pereira de QueirósLuciano Gualberto | PRP     | 19191922                                               |                                     |
|         | José Pires do Rio (1880–1950)             | 16 de janeiro de 1926 até 24 de outubro de 1930 (4 anos e 281 dias) | Luciano GualbertoUlisses de Abreu e Lima Pereira Coutinho                                           | PRP     | 19251928                                               |                                     |

### Era Vargas e Quarta República: prefeitos nomeados (1930–1953)
Os anos iniciais da Era Vargas foram marcados por uma rápida sucessão de prefeitos que governaram por períodos curtos, o que dificultou a realização de grandes projetos na cidade. Fábio Prado e Prestes Maia foram exceções. Após a queda do Estado Novo, a Constituição de 1946 restaurou a independência dos municípios, mas incluiu uma ressalva para "bases ou portos militares de excepcional importância para a defesa externa do País". São Paulo foi incluída nesta categoria até 1952, quando sua autonomia foi restaurada e foram realizadas eleições.
Partidos
      Democrático
      Republicano Paulista
      Sem partido
      Social Progressista
| Retrato | Prefeito (tempo de vida)                      | Período do governo (duração do governo)                            | Partido                                         | Partido                                              | Nomeado por                                     | Ref.          |
| ------- | --------------------------------------------- | ------------------------------------------------------------------ | ----------------------------------------------- | ---------------------------------------------------- | ----------------------------------------------- | ------------- |
|         | José Joaquim Cardoso de Melo Neto (1883–1965) | 24 de outubro de 1930 até 6 de dezembro de 1930 (43 dias)          |                                                 | PD                                                   | Hastínfilo de Moura Chefe do governo provisório | [ 27 ]        |
|         | Anhaia Melo (1891–1974)                       | 6 de dezembro de 1930 até 26 de julho de 1931 (232 dias)           | João Alberto Lins de Barros Interventor federal | PD                                                   | [ 28 ]                                          |               |
|         | Francisco Machado de Campos (1879–1957)       | 26 de julho de 1931 até 14 de novembro de 1931 (111 dias)          | Laudo de Camargo Interventor federal            | PD                                                   | [ 29 ] [ 30 ]                                   |               |
|         | Anhaia Melo (1891–1974)                       | 14 de novembro de 1931 até 5 de dezembro de 1931 (21 dias)         | Manuel Rabelo Interventor federal               | PD                                                   | [ 28 ]                                          |               |
|         | Henrique Jorge Guedes (1887–1973)             | 5 de dezembro de 1931 até 24 de maio de 1932 (171 dias)            | Manuel Rabelo Interventor federal               |                                                      | PRP                                             | [ 31 ] [ 32 ] |
|         | Gofredo Teles (1888–1980)                     | 24 de maio de 1932 até 3 de outubro de 1932 (132 dias)             | Pedro Manuel de Toledo Interventor federal      | [ 33 ]                                               | PRP                                             |               |
|         | Artur Saboia (1875–1952)                      | 3 de outubro de 1932 até 29 de dezembro de 1932 (87 dias)          |                                                 | Nenhum                                               | Gofredo Teles Prefeito                          | [ 34 ]        |
|         | Teodoro Augusto Ramos (1895–1935)             | 29 de dezembro de 1932 até 2 de abril de 1933 (94 dias)            | Nenhum                                          | Valdomiro Castilho de Lima Interventor federal       | [ 35 ]                                          |               |
|         | Artur Saboia (1875–1952)                      | 2 de abril de 1933 até 23 de maio de 1933 (52 dias)                | Nenhum                                          | Valdomiro Castilho de Lima Interventor federal       | [ 36 ]                                          |               |
|         | Osvaldo Gomes da Costa (1878–1943)            | 23 de maio de 1933 até 31 de julho de 1933 (68 dias)               | Nenhum                                          | Valdomiro Castilho de Lima Interventor federal       | [ 37 ] [ 38 ]                                   |               |
|         | Carlos dos Santos Gomes (1903–1975)           | 31 de julho de 1933 até 22 de agosto de 1933 (22 dias)             | Nenhum                                          | Manuel de Cerqueira Daltro Filho Interventor federal | [ 39 ]                                          |               |
|         | Antônio Carlos de Assunção (1872–1952)        | 22 de agosto de 1933 até 7 de setembro de 1934 (1 ano e 16 dias)   | Nenhum                                          | Armando de Sales Oliveira Interventor federal        | [ 40 ]                                          |               |
|         | Fábio da Silva Prado (1887–1963)              | 7 de setembro de 1934 até 1 de maio de 1938 (3 anos e 236 dias)    | Nenhum                                          | Armando de Sales Oliveira Interventor federal        | [ 41 ] [ 29 ] [ 42 ] [ 43 ]                     |               |
|         | Prestes Maia (1896–1965)                      | 1 de maio de 1938 até 11 de novembro de 1945 (7 anos e 194 dias)   | Nenhum                                          | Ademar de Barros Interventor federal                 | [ 44 ]                                          |               |
|         | Abraão Ribeiro (1883–1957)                    | 11 de novembro de 1945 até 15 de março de 1947 (1 ano e 124 dias)  | Nenhum                                          | José Carlos de Macedo Soares Interventor federal     | [ 45 ]                                          |               |
|         | Cristiano Stockler das Neves (1889–1982)      | 15 de março de 1947 até 29 de agosto de 1947 (167 dias)            |                                                 | PSP                                                  | Ademar de Barros Governador                     | [ 46 ]        |
|         | Paulo Lauro (1907–1983)                       | 29 de agosto de 1947 até 26 de agosto de 1948 (363 dias)           | [ 47 ]                                          | PSP                                                  | Ademar de Barros Governador                     |               |
|         | Milton Improta (1910–1984)                    | 26 de agosto de 1948 até 4 de janeiro de 1949 (131 dias)           |                                                 | Nenhum                                               | Prefeito interino (Secretário das Finanças)     | [ 48 ]        |
|         | Asdrúbal da Cunha (1899–1971)                 | 4 de janeiro de 1949 até 28 de fevereiro de 1950 (1 ano e 55 dias) |                                                 | PSP                                                  | Ademar de Barros Governador                     | [ 18 ] [ 49 ] |
|         | Lineu Prestes (1896–1958)                     | 28 de fevereiro de 1950 até 1 de fevereiro de 1951 (338 dias)      | [ 50 ]                                          | PSP                                                  | Ademar de Barros Governador                     |               |
|         | Armando de Arruda Pereira (1889–1955)         | 1 de fevereiro de 1951 até 8 de abril de 1953 (2 anos e 66 dias)   | Lucas Nogueira Garcez Governador                | PSP                                                  | [ 51 ]                                          |               |

### Fase democrática da Quarta República e últimas eleições na ditadura (1953–1969)
Apesar da demora na restauração das eleições diretas para a prefeitura paulistana na Quarta República, o voto popular foi exercido já no início da ditadura, em 1965. Faria Lima, o prefeito eleito, permaneceu no cargo até o fim de seu mandato.
Partidos até 1965 (abolidos pelo AI-2)
      Democrata Cristão
      Trabalhista Nacional
      Social Progressista
      Trabalhista Brasileiro
      União Democrática Nacional
      Movimento Trabalhista Renovador
Partidos após 1965
      Aliança Renovadora Nacional
| Retrato | Prefeito (tempo de vida)            | Período do governo (duração do governo)                         | Partido                       | Partido  | Vice-prefeito                      | Eleição                                           | Ref.   |
| ------- | ----------------------------------- | --------------------------------------------------------------- | ----------------------------- | -------- | ---------------------------------- | ------------------------------------------------- | ------ |
|         | Jânio Quadros (1917–1992)           | 8 de abril de 1953 até 31 de janeiro de 1955 (1 ano e 298 dias) |                               | PDCPTN   | Porfírio da Paz (PTB)              | 1953                                              | [ 54 ] |
|         | William Salem (1921–2010)           | 31 de janeiro de 1955 até 22 de junho de 1955 (142 dias)        |                               | PSP      | Cargo vago                         | Linha sucessória (Presidente da Câmara Municipal) | [ 55 ] |
|         | Juvenal Lino de Matos (1904–1991)   | 22 de junho de 1955 até 13 de abril de 1956 (296 dias)          | Wladimir de Toledo Piza (PTB) | PSP      | 1955                               | [ 56 ] [ 55 ]                                     |        |
|         | Wladimir de Toledo Piza (1905–1999) | 13 de abril de 1956 até 8 de abril de 1957 (360 dias)           |                               | PTB      | Cargo vago                         | Linha sucessória (vice-prefeito)                  | [ 55 ] |
|         | Ademar de Barros (1901–1969)        | 8 de abril de 1957 até 8 de abril de 1961 (4 anos)              |                               | PSP      | Cantídio Nogueira Sampaio (PSP)    | 1957                                              | [ 56 ] |
|         | Prestes Maia (1896–1965)            | 8 de abril de 1961 até 8 de abril de 1965 (4 anos)              |                               | UDN      | José Freitas Nobre (PSB)           | 1961                                              | [ 57 ] |
|         | José Vicente Faria Lima (1909–1969) | 8 de abril de 1965 até 8 de abril de 1969 (4 anos)              |                               | MTRARENA | Leôncio Ferraz Júnior (PR → ARENA) | 1965                                              | [ 58 ] |

### Ditadura militar: prefeitos biônicos (1969–1986)
Houve um hiato de 20 anos nas eleições diretas para prefeito como resultado de restrições impostas pelo governo federal. Com o Ato Institucional n.º 3, os prefeitos de todas as capitais estaduais passaram a ser nomeados pelos governadores estaduais mediante aprovação pela Assembleia Legislativa. Houve domínio da ARENA, o partido governista; só em 1983 foi escolhido o primeiro prefeito da oposição. Com a reabertura política, os prefeitos voltaram a ser escolhidos pelo voto direto.
Partidos
      Aliança Renovadora Nacional
      Sem partido
      Democrático Social
      do Movimento Democrático Brasileiro
| Retrato | Prefeito (tempo de vida)                     | Período do governo (duração do governo)                          | Partido                         | Partido  | Nomeado por                                        | Ref.          |
| ------- | -------------------------------------------- | ---------------------------------------------------------------- | ------------------------------- | -------- | -------------------------------------------------- | ------------- |
|         | Paulo Maluf (n. 1931)                        | 8 de abril de 1969 até 8 de abril de 1971 (2 anos)               |                                 | ARENA    | Abreu Sodré Governador                             | [ 59 ]        |
|         | José Carlos de Figueiredo Ferraz (1918–1994) | 8 de abril de 1971 até 21 de agosto de 1973 (2 anos e 136 dias)  |                                 | Nenhum   | Laudo Natel Governador                             | [ 60 ] [ 61 ] |
|         | Brasil Vita (1922–2017)                      | 21 de agosto de 1973 até 28 de agosto de 1973 (7 dias)           |                                 | ARENA    | Prefeito interino (Presidente da Câmara Municipal) | [ 62 ] [ 63 ] |
|         | Miguel Colasuonno (1939–2013)                | 28 de agosto de 1973 até 17 de agosto de 1975 (1 ano e 354 dias) | Laudo Natel Governador          | ARENA    | [ 63 ] [ 64 ]                                      |               |
|         | Olavo Setúbal (1923–2008)                    | 17 de agosto de 1975 até 12 de julho de 1979 (3 anos e 329 dias) | Paulo Egídio Martins Governador | ARENA    | [ 41 ] [ 65 ]                                      |               |
|         | Reinaldo de Barros (1931–2011)               | 12 de julho de 1979 até 15 de maio de 1982 (2 anos e 307 dias)   |                                 | ARENAPDS | Paulo Maluf Governador                             | [ 66 ] [ 65 ] |
|         | Antônio Salim Curiati (n. 1928)              | 15 de maio de 1982 até 15 de março de 1983 (304 dias)            |                                 | PDS      | Paulo Maluf Governador                             | [ 65 ]        |
|         | Francisco Altino Lima (1924–1989)            | 15 de março de 1983 até 10 de maio de 1983 (57 dias)             |                                 | PMDB     | Prefeito interino (Presidente da Câmara Municipal) | [ 67 ] [ 65 ] |
|         | Mário Covas (1930–2001)                      | 10 de maio de 1983 até 1 de janeiro de 1986 (2 anos e 235 dias)  | Franco Montoro Governador       | PMDB     | [ 41 ] [ 65 ] [ 68 ]                               |               |

### Sexta República (1986–2025)
Desde que a reeleição passou a ser permitida para o cargo de prefeito, em 1997, nenhum candidato em São Paulo foi eleito em duas eleições seguidas. Os únicos "reeleitos" foram vice-prefeitos que sucederam à prefeitura por vacância do cargo e foram posteriormente eleitos como prefeitos. O fenômeno pode ser explicado pela visibilidade que a prefeitura de São Paulo traz para candidatos nas eleições estaduais ou presidenciais, como no caso de José Serra e João Doria, que renunciaram para disputar com sucesso o governo estadual.
Partidos
      Trabalhista Brasileiro
      dos Trabalhadores
      Democrático Social
      Progressista Reformador → Progressista Brasileiro
      Trabalhista Nacional
      da Social Democracia Brasileira
      da Frente Liberal → Democratas
      Social Democrático
      Movimento Democrático Brasileiro
| Retrato                         | Prefeito(a) (tempo de vida) | Período do governo (duração do governo)                          | Partido             | Partido   | Vice-prefeito(a)                 | Eleição                          | Ref.                 |
| ------------------------------- | --------------------------- | ---------------------------------------------------------------- | ------------------- | --------- | -------------------------------- | -------------------------------- | -------------------- |
|                                 | Jânio Quadros (1917–1992)   | 1 de janeiro de 1986 até 1 de janeiro de 1989 (3 anos)           |                     | PTB       | Arthur Alves Pinto (PFL)         | 1985                             | [ 70 ] [ 65 ]        |
|                                 | Luiza Erundina (n. 1934)    | 1 de janeiro de 1989 até 1 de janeiro de 1993 (4 anos)           |                     | PT        | Luiz Eduardo Greenhalgh (PT)     | 1988                             | [ 56 ] [ 65 ]        |
|                                 | Paulo Maluf (n. 1931)       | 1 de janeiro de 1993 até 1 de janeiro de 1997 (4 anos)           |                     | PDSPPRPPB | Sólon Borges dos Reis (PTB)      | 1992                             | [ 56 ] [ 65 ]        |
|                                 | Celso Pitta (1946–2009)     | 1 de janeiro de 1997 até 1 de janeiro de 2001 (4 anos)           |                     | PPBPTN    | Régis de Oliveira (PFL → PMN)    | 1996                             | [ 71 ] [ 72 ]        |
|                                 | Marta Suplicy (n. 1945)     | 1 de janeiro de 2001 até 1 de janeiro de 2005 (4 anos)           |                     | PT        | Hélio Bicudo (PT)                | 2000                             | [ 56 ] [ 73 ]        |
|                                 | José Serra (n. 1942)        | 1 de janeiro de 2005 até 31 de março de 2006 (1 ano e 89 dias)   |                     | PSDB      | Gilberto Kassab (PFL)            | 2004                             | [ 56 ]               |
|                                 | Gilberto Kassab (n. 1960)   | 31 de março de 2006 até 1 de janeiro de 2013 (6 anos e 276 dias) |                     | PFLDEMPSD | Cargo vago até 2009              | Linha sucessória (vice-prefeito) | [ 56 ] [ 74 ]        |
| Alda Marco Antônio (PMDB → PSD) | Gilberto Kassab (n. 1960)   | 31 de março de 2006 até 1 de janeiro de 2013 (6 anos e 276 dias) | 2008                | PFLDEMPSD |                                  |                                  | [ 56 ] [ 74 ]        |
|                                 | Fernando Haddad (n. 1963)   | 1 de janeiro de 2013 até 1 de janeiro de 2017 (4 anos)           |                     | PT        | Nádia Campeão (PCdoB)            | 2012                             | [ 75 ]               |
|                                 | João Doria (n. 1957)        | 1 de janeiro de 2017 até 6 de abril de 2018 (1 ano e 95 dias)    |                     | PSDB      | Bruno Covas (PSDB)               | 2016                             | [ 76 ] [ 77 ] [ 78 ] |
|                                 | Bruno Covas (1980–2021)     | 6 de abril de 2018 até 16 de maio de 2021 (3 anos e 40 dias)     | Cargo vago até 2021 | PSDB      | Linha sucessória (vice-prefeito) | [ 78 ] [ 79 ] [ 80 ] [ 81 ]      |                      |
| Ricardo Nunes (MDB)             | Bruno Covas (1980–2021)     | 6 de abril de 2018 até 16 de maio de 2021 (3 anos e 40 dias)     | 2020                | PSDB      |                                  | [ 78 ] [ 79 ] [ 80 ] [ 81 ]      |                      |
|                                 | Ricardo Nunes (n. 1967)     | Início em 16 de maio de 2021 (em exercício)                      |                     | MDB       | Cargo vago até 2025              | Linha sucessória (vice-prefeito) | [ 6 ] [ 82 ]         |
| Ricardo Mello Araújo (PL)       | Ricardo Nunes (n. 1967)     | Início em 16 de maio de 2021 (em exercício)                      | 2024                | MDB       |                                  |                                  | [ 6 ] [ 82 ]         |

### Ex-prefeitos vivos

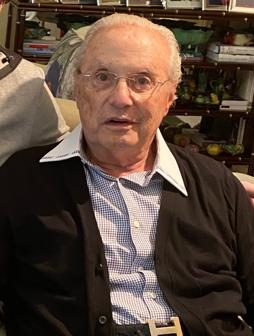
Paulo Maluf, 3 de setembro de 1931 (93 anos) - prefeito entre 1969 e 1971, 1993 e 1997
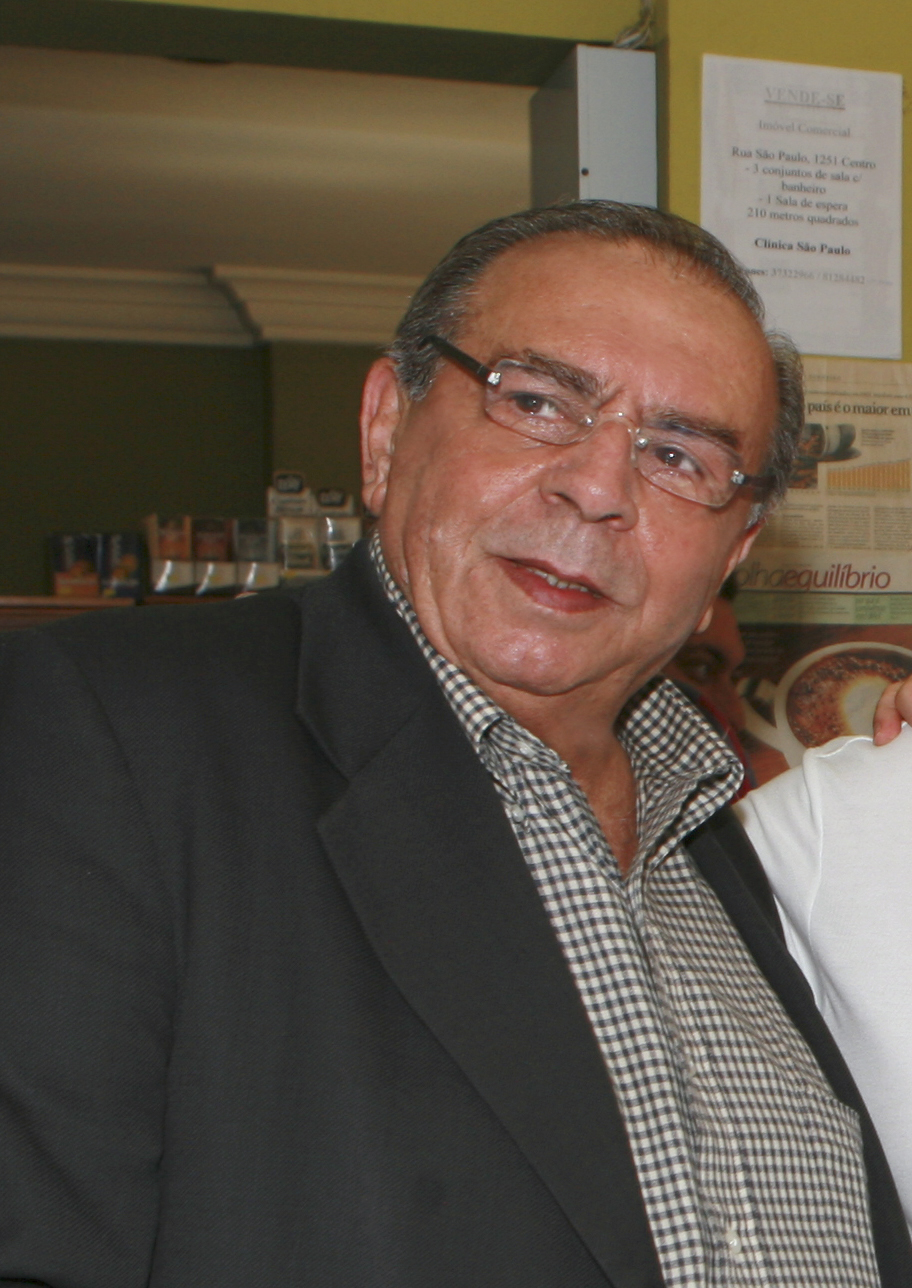
Antônio Salim Curiati, 13 de fevereiro de 1928 (97 anos) - prefeito entre 1982 e 1983
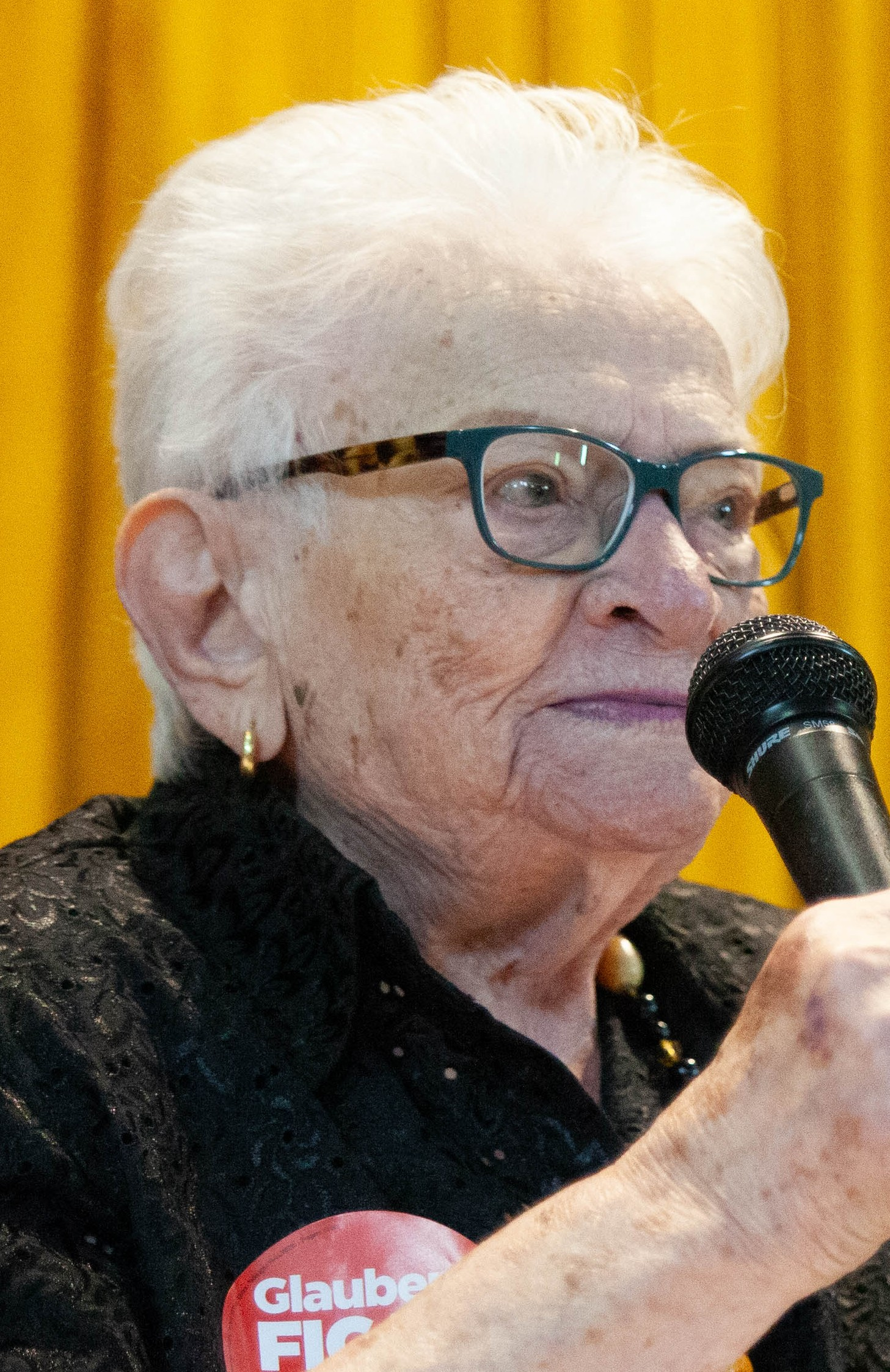
Luiza Erundina, 30 de novembro de 1934 (90 anos) - prefeita entre 1989 e 1993
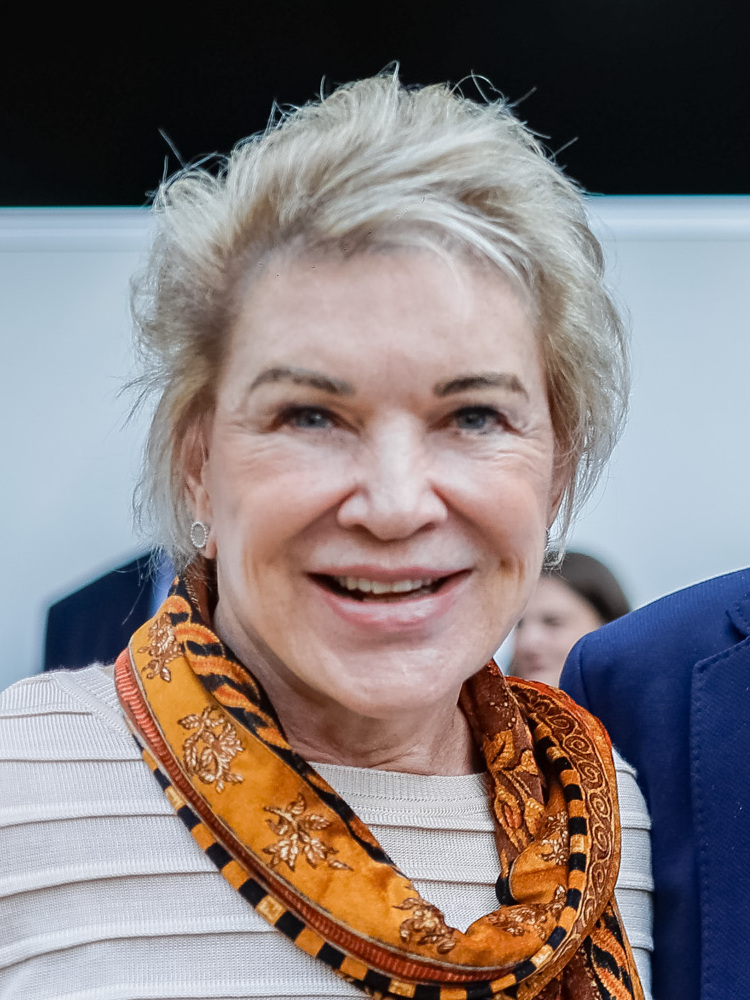
Marta Suplicy, 18 de março de 1945 (80 anos) - prefeita entre 2001 e 2005
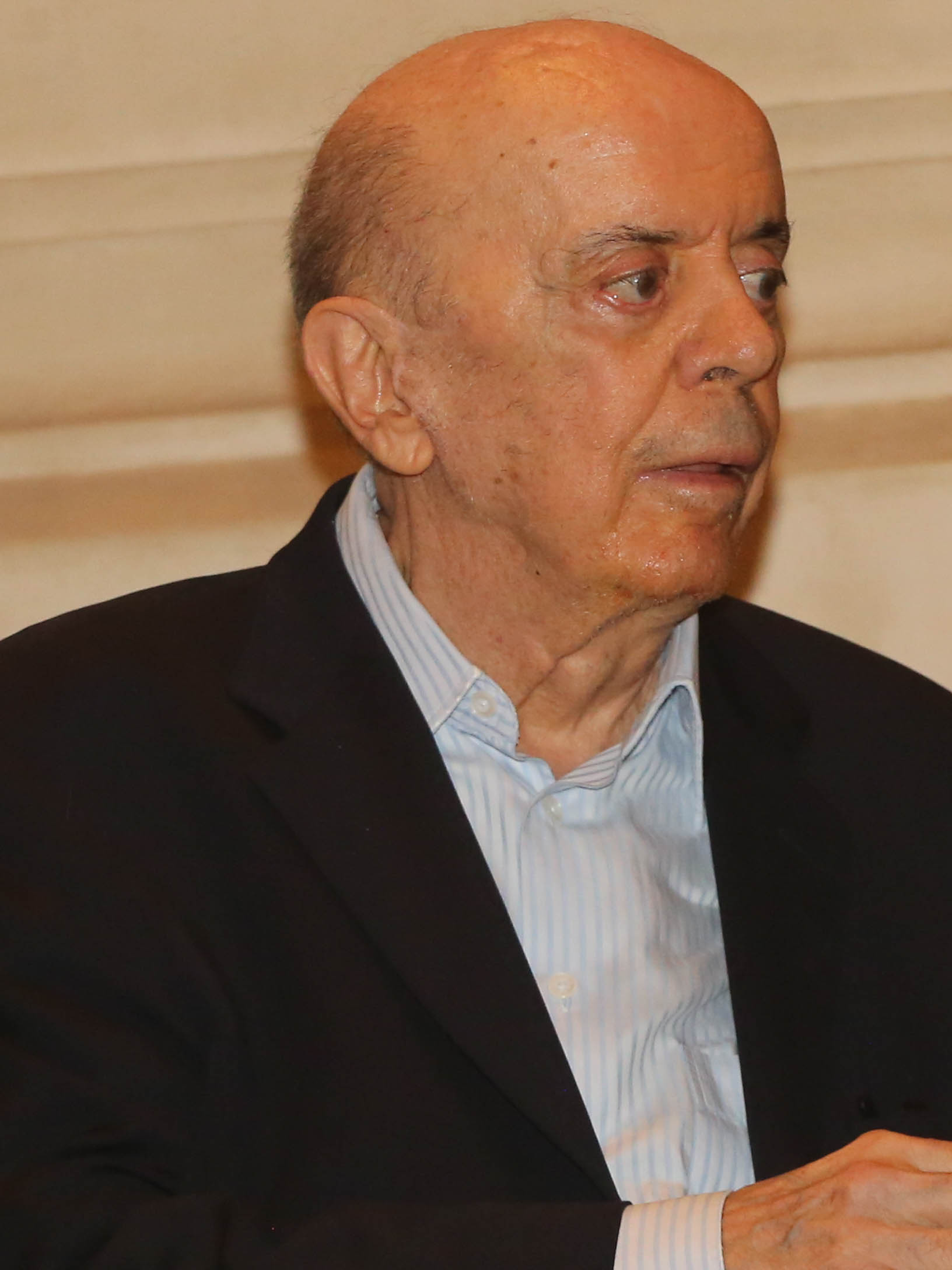
José Serra, 19 de março de 1942 (83 anos) - prefeito entre 2005 e 2006
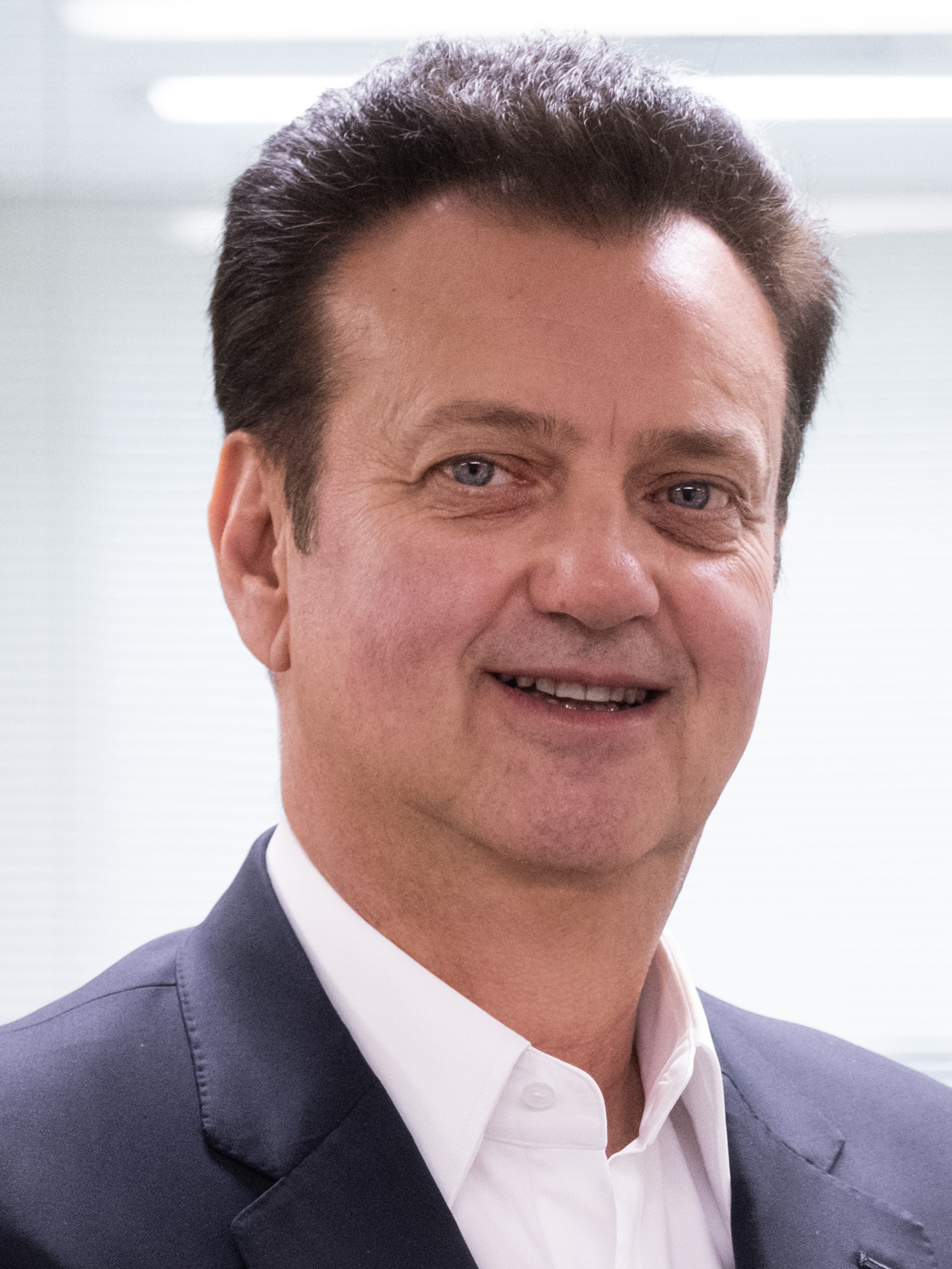
Gilberto Kassab, 12 de agosto de 1960 (64 anos) - prefeito entre 2006 e 2013
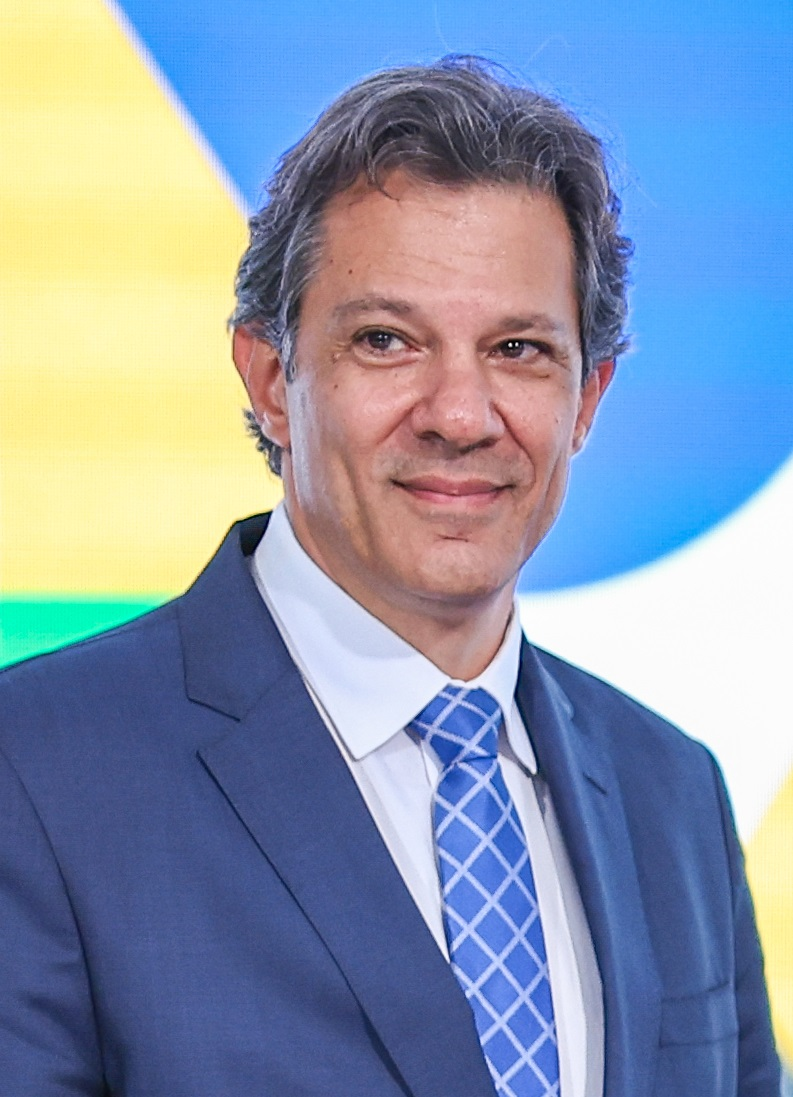
Fernando Haddad, 25 de janeiro de 1963 (62 anos) - prefeito entre 2013 e 2017
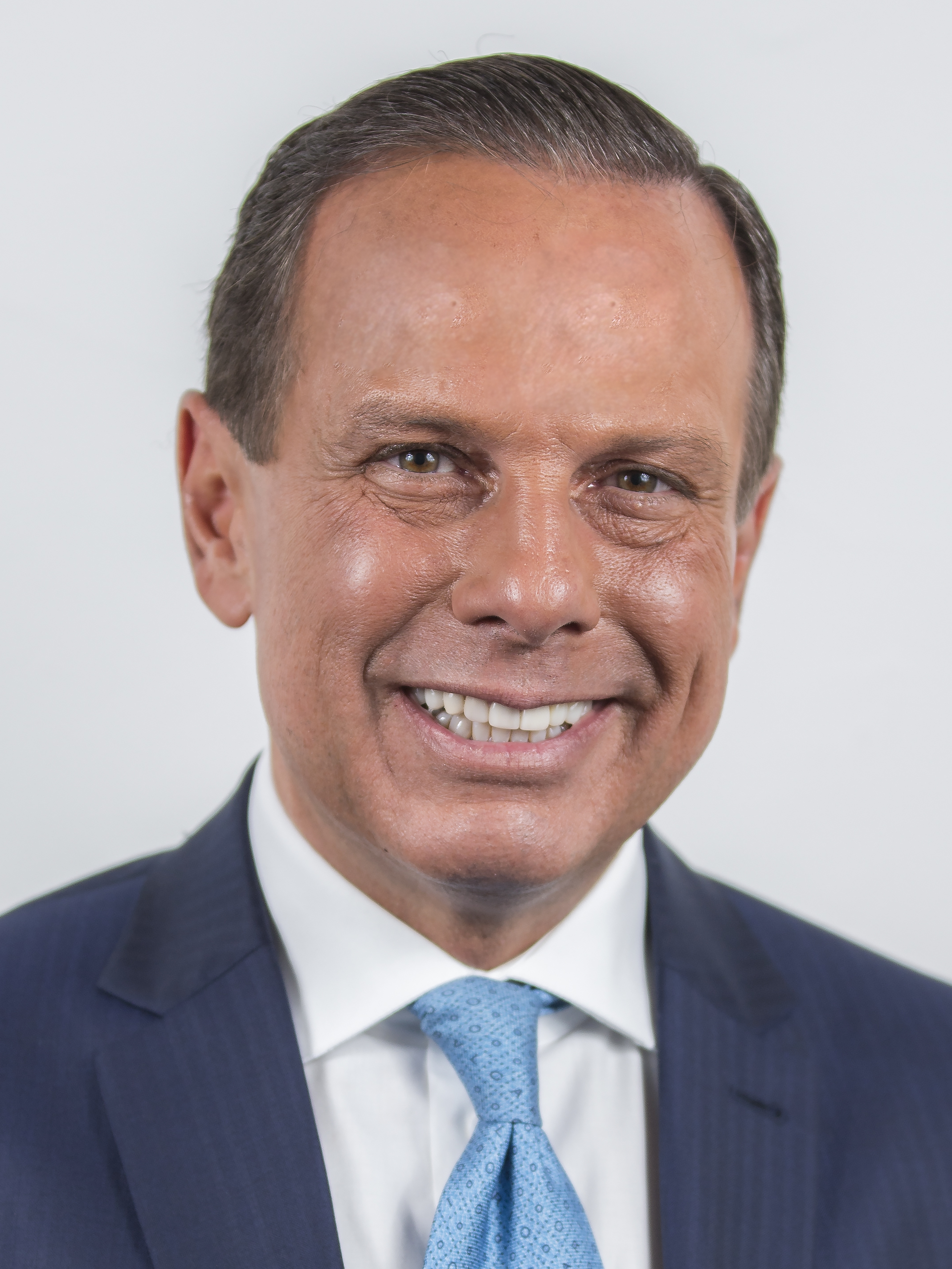
João Doria, 16 de dezembro de 1957 (67 anos) - prefeito entre 2017 e 2018

### Linha do tempo
Entre janeiro de 1899 e maio de 2025, pelo menos 79 pessoas assumiram a prefeitura de São Paulo, sendo que 49 exerceram a chefia como titulares. Desses mandatários, cinco governaram durante dois períodos de forma não consecutiva: um nomeado duas vezes (Anhaia Melo), um interino duas vezes (Artur Saboia), um eleito duas vezes (Jânio Quadros) e dois nomeados no primeiro mandato e eleitos no segundo (Prestes Maia e Paulo Maluf). O prefeito que permaneceu por mais tempo no cargo foi Antônio da Silva Prado, que governou durante 12 anos.

### Citações
1. ↑  Valadares 2025.
2. ↑  
Machado 2011, p. 219; Ribeiro 2015, p. 7.
3. ↑  «Lei Nº 1.720, de 3 de novembro de 1952». Câmara dos Deputados. Consultado em 3 de outubro de 2016
4. ↑  Virgílio 2010, p. 41.
5. 1 2  Azevedo 2016.
6. 1 2  «Posse de Ricardo Nunes como prefeito de São Paulo dá quinto maior orçamento do país a MDB». O Globo. 16 de maio de 2021. Consultado em 16 de maio de 2021
7. ↑  Centro de Comunicação Institucional - CCI. «Sedes históricas do Parlamento Paulistano» (PDF). Câmara Municipal de São Paulo. Consultado em 9 de julho de 2025. Arquivado do original (PDF) em 15 de novembro de 2012
8. ↑  Camargo 2007, p. 4.
9. 1 2 3  «São Paulo (cidade)». Enciclopédia Mirador. 18. Encyclopædia Britannica do Brasil. 1995. ISBN 85-7026-329-5
10. ↑  «Lei de Regimento dos Municípios». Presidência da República - Casa Civil. 1º de outubro de 1828. Consultado em 24 de maio de 2014
11. ↑  Camargo 2007, p. 10.
12. ↑  «Decreto N. 13, de 15 de janeiro de 1890». Assembleia Legislativa do Estado de São Paulo. Consultado em 24 de maio de 2014
13. ↑  «São Paulo do Sítio ao Site - Imperial Cidade e Burgo dos Estudantes (1822-1889)». PRODAM. Consultado em 29 de outubro de 2012
14. 1 2  AMARAL, Antonio Barreto do (2008). Dicionário de História de São Paulo: Edição Paulística. São Paulo: Imprensa Oficial do Estado de São Paulo. ISBN 8570604793
15. ↑  «Lei N. 18, de 11 de abril de 1835». Assembleia Legislativa do Estado de São Paulo. Consultado em 4 de maio de 2014
16. ↑  Salvadori 2024.
17. ↑  
Torres 2010, pp. 23, 27–28, 71, 74; Salvadori 2024.
18. 1 2  Divisão de Acervo Histórico - Departamento de Comunicação (2006). «Galeria dos Presidentes da Assembleia Legislativa de São Paulo» (PDF). São Paulo: Assembleia Legislativa de São Paulo. Consultado em 8 de outubro de 2016
19. ↑  Machado 2011, pp. 229–233.
20. ↑  
Camargo 2007, p. 10; Woodard 2009, p. 150; Machado 2011, pp. 236–244; Ribeiro 2013.
21. ↑  
Fon-Fon 1918; Machado 2011, pp. 246–248; Ribeiro 2013.
22. ↑  
Machado 2011, pp. 250–256; Mayer 2015a.
23. ↑  
TCESP 2009, p. 26; Machado 2011, pp. 254-260; Correa 2015.
24. ↑  
Franco et al. 1927; Ribeiro 2013, pp. 262–274; Franco 2015.
25. ↑  
Folha 1928; Machado 2011, pp. 276–282; Mayer 2015b.
26. ↑  «Lei Nº 1.720, de 3 de novembro de 1952». Câmara dos Deputados. Consultado em 3 de outubro de 2016
27. ↑  
Diário Nacional 1930; Mayer 2010.
28. 1 2  Ficher 2005, pp. 143-153.
29. 1 2  «Cotidiano - Cronologia». Almanaque da Folha de S.Paulo. Consultado em 20 de junho de 2014
30. ↑  SALVADORI FILHO, Fausto (novembro de 2013). «Uma correção na história». Apartes (3). Consultado em 27 de julho de 2017
31. ↑  «Prof. Dr. Henrique Jorge Guedes». Escola Politécnica da Universidade de São Paulo. Consultado em 20 de junho de 2014. Cópia arquivada em 24 de setembro de 2015
32. ↑  CPDOC 2010-GJ.
33. ↑  
O Jornal 1932; CPDOC 2010-TGdS.
34. ↑  
O Jornal 1932; Barros & Moizo 1991, p. 105; Machado 2011, pp. 296-300.
35. ↑  Celeste 2013, pp. 18-29.
36. ↑  
Barros & Moizo 1991, p. 105; Machado 2011, pp. 296-300.
37. ↑  «O novo prefeito da Capital» (PDF). Diário Oficial do Estado de São Paulo. 25 de maio de 1933. Consultado em 30 de maio de 2014
38. ↑  «Faleceu o coronel Oswaldo Gomes da Costa». A Noite (11334). 31 de agosto de 1943
39. ↑  «O novo prefeito da Capital» (PDF). Diário Oficial do Estado de São Paulo. 1º de agosto de 1933. Consultado em 30 de maio de 2014
40. ↑  «A solenidade da posse do novo prefeito» (PDF). Diário Oficial do Estado de São Paulo. 22 de agosto de 1933. Consultado em 5 de maio de 2014
41. 1 2 3  Ribeiro 2013.
42. ↑  Isabela Barros (18 de setembro de 2009). «Fábio Prado: mestre de obras de São Paulo». Veja São Paulo. Consultado em 29 de maio de 2014
43. ↑  «Renata e Fábio Prado - A casa e a cidade». Museu da Casa Brasileira. Consultado em 28 de janeiro de 2015. Cópia arquivada em 12 de julho de 2015
44. ↑  «Prestes Maia». Enciclopédia Itaú Cultural. 2 de outubro de 2013. Consultado em 5 de março de 2016
45. ↑  Machado 2011, p. 312.
46. ↑  «Christiano Stockler das Neves». Enciclopédia Itaú Cultural. 3 de outubro de 2013. Consultado em 5 de março de 2016
47. ↑  Silvana Quaglio (16 de novembro de 1996). «Negro foi nomeado prefeito em 47». Folha de S.Paulo. Consultado em 29 de maio de 2014
48. ↑  Machado 2011, p. 318.
49. ↑  «As declarações do novo prefeito». Jornal de Notícias (830). 6 de janeiro de 1949
50. ↑  «Procurarei oferecer à capital de S. Paulo o máximo do meu esforço». Jornal de Notícias (1180). 1º de março de 1950
51. ↑  «Será investido hoje no cargo de governador de São Paulo o sr. Lucas Nogueira Garcez». Jornal de Notícias (1463). 31 de janeiro de 1951
52. ↑  CPDOC 2010-LJVF.
53. ↑  CPDOC 2010-PPd.
54. ↑  
Chaia 1992; TRE-SP 2009; Mayer & Xavier 2010; CPDOC 2010-PPd.
55. 1 2 3  Adriano M. Branco (19 de janeiro de 2010). «Recordando o prefeito Wladimir Piza». Engenheiro Adriano Branco. Consultado em 27 de maio de 2014
56. 1 2 3 4 5 6 7  
TRE-SP 2009; Ribeiro 2013.
57. ↑  TRE-SP 2009.
58. ↑  
TRE-SP 2009; CPDOC 2010-LJVF; Ribeiro 2013.
59. ↑  Mário Simas Filho (2008). «Paulo Maluf conta sua história». Revista IstoÉ. Consultado em 7 de outubro de 2016
60. ↑  «Ferraz foi prefeito em 71». Folha de S.Paulo. 27 de junho de 1994. Consultado em 27 de maio de 2014
61. ↑  CPDOC 2010-FF.
62. ↑  «Nota de Pesar - Brasil Vita - Portão 7». www.portao7.com.br. Consultado em 7 de abril de 2017
63. 1 2  Folha Online (2 de outubro de 2000). «Acaba reinado de 40 anos de Brasil Vita na Câmara de SP». Folha de S.Paulo. Consultado em 27 de maio de 2014
64. ↑  «Cargos Exercidos». Miguel Colasuonno - In Memoriam. Consultado em 27 de maio de 2014
65. 1 2 3 4 5 6 7 8  MARQUES, Eduardo Cesar (2003).  Joaquim Antonio Pereira, ed. Redes sociais, instituições e atores políticos no governo da cidade de São Paulo 1.ª ed. São Paulo: Annablume. p. 76/77. ISBN 85-7419-371-2. Consultado em 27 de maio de 2014
66. ↑  Machado 2011, p. 358.
67. ↑  Machado 2011, p. 362.
68. ↑  «Mário Covas». UOL Educação. Consultado em 27 de maio de 2014
69. ↑  Andrade 2024.
70. ↑  
TRE-SP 2009; Mayer & Xavier 2010; Ribeiro 2013.
71. ↑  
TRE-SP 2009; CPDOC 2010-PC; Ribeiro 2013.
72. ↑  «Régis de Oliveira toma posse da prefeitura de São Paulo». ConJur. 25 de maio de 2000. Consultado em 7 de outubro de 2016
73. ↑  David Fleischer (2000). «Tudo sobre as eleições municipais de 2000». UOL. Consultado em 27 de maio de 2014
74. ↑  «Gilberto Kassab». UOL Educação. 2009. Consultado em 27 de maio de 2015
75. ↑  «São Paulo/SP: Apuração de votos e candidatos eleitos (2º turno)». UOL Eleições 2012. 28 de outubro de 2012. Consultado em 27 de maio de 2014
76. ↑  «São Paulo/SP: Apuração de votos, resultado, prefeito e vereadores eleitos». UOL Eleições 2016. 2 de outubro de 2016. Consultado em 2 de outubro de 2016
77. ↑  «João Doria, do PSDB, é eleito prefeito de São Paulo». G1. 2 de outubro de 2016. Consultado em 2 de outubro de 2016
78. 1 2  Artur Rodrigues (6 de abril de 2018). «Doria renuncia ao cargo, e Bruno Covas é o novo prefeito de São Paulo». Folha de S.Paulo. Consultado em 6 de abril de 2018
79. ↑  «Bruno Covas, do PSDB, é reeleito prefeito de São Paulo». G1. Consultado em 29 de novembro de 2020
80. ↑  «Bruno Covas morre aos 41; veja a repercussão». G1. Consultado em 16 de maio de 2021
81. ↑  «Afastamento do prefeito Bruno Covas é publicado no Diário Oficial». G1. Consultado em 14 de maio de 2021
82. ↑  Bianca Gomes (27 de outubro de 2024). «Ricardo Nunes é reeleito prefeito de São Paulo e dá primeira vitória nas urnas ao MDB na capital». O Estado de S. Paulo. Consultado em 27 de outubro de 2024
83. ↑  
Barros & Moizo 1991.
84. ↑  Entini, Batista & Leite 2024.